# Тейтем, Эдуард
Э́дуард Те́йтем (англ. Edward Lawrie Tatum; 14 декабря 1909, Боулдер, Колорадо — 5 ноября 1975, Нью-Йорк) — американский биохимик и генетик, член Национальной академии наук США (1952).

## Биография
Окончил Висконсинский университет (1931). Доктор биохимии (1934). Работал в Стэнфордском (1937—1945, 1948—1956) и Йельском (1945—1948) университетах (с 1946 года профессор). С 1957 года профессор Рокфеллеровского института медицинских исследований.

## Основные работы
В 1941 году обнаружил (совместно с Дж. Бидлом), что у гриба нейроспоры генная мутация приводит к утрате штаммом способности синтезировать какую-либо необходимую для роста аминокислоту, витамин или др. ростовой фактор (ауксотрофный мутант), а в 1945 году обнаружил это свойство и у бактерий. Открыл (совместно с Дж. Ледербергом, 1947) у бактерий явление генетической рекомбинации. Совместно с Дж. Бидлом выдвинул концепцию «один ген — один фермент», явившуюся основой биохимической генетики.

## Нобелевская премия
Нобелевская премия (совместно с Дж. Бидлом и Дж. Ледербергом, 1958).

## Сочинения
- Genetic control of biochemical reactions in Neurospora (совм. с G. W. Beadle), «Proc. National Academy of Sciences», 1941, v. 27; в рус. пер.: История одного биологического исследования, в кн.: Гершкович И., Генетика, М., 1968.